# Палисада
Палиса́да (исп. Palizada) — город в Мексике, в штате Кампече, входит в состав одноимённого муниципалитета и является его административным центром. Численность населения, по данным переписи 2020 года, составила 3485 человек.

## Топонимика
Название Palizada происходит от растущего здесь логвуда — натурального красителя. Первоначальное название города (впоследствии позаимствованное и для муниципалитета) — Сан-Хоакин-Палотада (исп. San Joaquín de la Palotada), как раз и произошло от свойств этого дерева: palo — полено, дерево и tinto — краситель. В дальнейшем название было изменено на Сан-Игнасио-Эмпалисада (исп. San Ignacio de la Empalizada), а затем сокращено до нынешнего названия — Палисада.

## История
Первые поселенцы основались здесь в 1674 году, а официальной датой основания поселения считается 16 августа 1792 года, когда началось противодействие пиратам, захватившим остров Дель-Кармен.
Население занималось добычей ценных пород дерева, которые отправлялись в Европу.
21 мая 1850 года Палисада получила статус вильи, а 13 августа 1959 года — статус города.